# Rágol
Rágol é um município da Espanha, na província de Almería, comunidade autónoma da Andaluzia. Tem 27 km² de área e em 2021 tinha 305 habitantes (densidade: 11,3 hab./km²). Pertence à comarca de Alpujarra Almeriense.